# Yngve Flyckt
Yngve Flyckt   (Brunflo church parish, 24 de desembre de 1908 - Danderyd, 27 d'octubre de 1959) va ser un pianista, professor de piano, autor i crític musical suec.
Yngve Flyckt era fill del mestre pintor Viktor Flyckt. Després de llicenciar-se a Östersund el 1928, va estudiar piano amb a Gottfrid Boon el 1929–1937 i es va graduar com a organista com a estudiant privat el 1933 i com a cantor a l'Acadèmia de Música el 1936. Yngve Flyckt va ser director de l'Associació d'Orquestres de Sundbyberg el 1934–1939 i va ser professor titular de la línia de música de l'Escola de la Ciutat d'Estocolm el 1943–49. Va ser crític musical al "Dagens Nyheter" entre 1941–1944 i a "Expressen" de 1944–1959. Flyckt també va ser president de l'Associació de Professors de Piano de Suècia 1937-1941.
Els llibres de Yngve Flyckt inclouen el Concert per a piano abans de Mozart (1957) i el Concert per a piano de Mozart (1958).